# Darron Gibson
Darron Thomas Daniel Gibson, cunoscut ca Darron Gibson (n. 25 octombrie 1987, Derry, Irlanda de Nord) este un fotbalist irlandez retras din activitate care a evoluat pe poziția de mijlocaș. La nivel internațional, a jucat pentru naționala Irlandei din 2007 până în 2016.